# Do Ya
«Do Ya» es una canción del músico británico Jeff Lynne, originalmente grabada con el grupo The Move y publicada como sencillo en 1972. En 1976, Lynne regrabó la canción con el grupo Electric Light Orchestra para el álbum de estudio A New World Record. 

## Publicación
Compuesta por Jeff Lynne en 1971, fue una de dos canciones incluidas como cara B del sencillo «California Man» y acreditada a The Move. Sin embargo, en los Estados Unidos, la cara B obtuvo mayor difusión en detrimento de la cara A y se convirtió en el único éxito del grupo, alcanzando el puesto 93 en la lista Billboard Hot 100. La canción fue originalmente titulada «Look Out Baby, There's a Plane A-Comin'», un verso que canta Wood al final del tema. La canción fue también publicada en el álbum Message from the Country (2005).
La canción fue grabada en las mismas cintas que las canciones de la Electric Light Orchestra «From the Sun to the World» y «In Old England Town», las dos únicas canciones del álbum ELO 2 en las que aparece Wood.

## Electric Light Orchestra
El grupo Electric Light Orchestra comenzó a interpretar «Do Ya» en directo con Lynne como vocalista principal entre 1973 y 1975, y posteriormente la grabaron en el estudio para incluirla en el álbum A New World Record (1976). En una entrevista para las cadenas de radio australianas 2SM y 3XY, Bev Bevan declaró que el motivo de regrabarlas fue que después de que el grupo la agregase al repertorio en directo, un periodista les preguntó su opinión por la versión de Todd Rundgren. Bevan no dio el nombre del periodista pero declaró que «el tipo era un profesional». Comentó que el grupo decidió regrabarla como la ELO con el fin de «que todos supieran que era una canción de Jeff Lynne».
En 2000, Lynne encontró una mezcla alternativa sin editar de la canción, también grabada en 1976, que prefirió a la versión original. Una edición remasterizada digitalmente fue incluida en la caja recopilatoria Flashback.
En 2012, Lynne regrabó la canción y publicó una nueva versión en Mr. Blue Sky: The Very Best of Electric Light Orchestra, un recopilatorio con regrabaciones de canciones de la ELO.

## Posición en listas
| País           | Lista                    | Posición |
| -------------- | ------------------------ | -------- |
| Alemania       | Media Control Charts     | 42       |
| Estados Unidos | Billboard Hot 100        | 24       |
| Estados Unidos | Cash Box Top 100 Singles | 16       |
| Estados Unidos | Record World Singles     | 25       |